# Ivar Ulfsparre
Ivar Christersson Ulfsparre, död före 1 oktober 1632, var en svensk ståthållare och hovmästare.

## Biografi
Ivar Ulfsparre var son till Christer Larsson och Christina Ulfsdotter. Han blev 1587 hovjunkare hos hertig Karl av Södermanland och var från 4 juni 1597 slottsfogde på Borgholms slott och Öland. Ulfsparre avsattes 1598 av kung Sigismund och blev 11 januari 1600 ståthållare på Borgsholms slott, fram till 1603. Ulfsparre blev 1604 ståthållare på Pernau slott och 4 juni 1609 hövitsman över kungliga Majestäts drabanter. Han blev 13 juni 1609 slottsloven på Kalmar slott och var 1611 hovmästare hos hertig Karl Filip. Ulfsparre blev 1611 fältproviantmästare och 1614 ståthållare i Nöteborgs län, med avsked 31 januari 1618. Han blev 19 juli 1621 ståthållare på Kalmar slott, 7 oktober 1622 slottsloven på Borgholms slott och 1623 ståthållare på Kalmar slott. Ulfsparre introducerades 1625 i Sveriges Riddarhus som nummer 112 och deltog i Riksdagen 1627. Han avled före 1 oktober 1632 och begravdes bredvid sin fru i Lofta kyrka.

### Egendom
Ulfsparre ägde gårdarna Hjortö i Hjorteds socken och Gursten i Lofta socken.

### Familj
Ulfsparre var gift med Anna Eriksdotter Sabel (död 1636). De fick tillsammans barnen författaren Christer Ulfsparre, Ingeborg Ulfsparre som var gift med Arent Carlsson Månesköld (Månesköld af Seglinge), Christina Ulfsparre (död 1671) som var gift med översten Johan Kinninmond på Nöteborg och majoren Alexander Irving, Anna Ulfsparre (död 1635) som var gift med kaptenen Lennart Kagg och Cecilia Ulfsparre (död 1655) som var gift med David Dudinstein.